# Tabanus suboliviventris
Tabanus suboliviventris är en tvåvingeart som beskrevs av Xu 1984. Tabanus suboliviventris ingår i släktet Tabanus och familjen bromsar. Inga underarter finns listade i Catalogue of Life.